# Henri Nerson
Pour les articles homonymes, voir Nerson.
Henri Nerson (2 novembre 1902, Strasbourg – 10 mai 1980, Jérusalem, Israël) est un médecin français, gynécologue réputé, actif dans le sauvetage de la communauté juive durant la Shoah en France, connu - et reconnu - comme ayant présenté Monsieur Chouchani à son ami Emmanuel Levinas, qui en devient le disciple.

## Éléments biographiques
Henri Nerson est né le 2 novembre 1902, à Strasbourg, dans une famille juive orthodoxe française. Il est le fils de Raphaël Nerson et de Mina Bloch. Il a une sœur, Judith Yittel Bloch.

### Seconde Guerre mondiale
Henri Nerson fait partie d'une équipe médicale volante basée à Terrasson, aujourd'hui, Terrasson-Lavilledieu, en Dordogne.

### Bergen-Belsen
Henri Nerson travaille au camp de Bergen-Belsen (en Basse-Saxe, Allemagne), où il ouvre une maison pour les jeunes filles enceintes
,, à Celle (Basse-Saxe, Allemagne) et Hambourg (Allemagne)
Il fait partie de l'équipe médicale qui visite les camps de DP (personnes déplacées).

### Médecin à Paris
Henri Nerson est gynécologue et obstétricien à Paris. Il agit aussi comme circonciseur religieux (Mohel)

### Henri Nerson, Monsieur Chouchani et Emmanuel Levinas
Henri Nerson rencontre pour la première fois Monsieur Chouchani durant la guerre, dans la région de Vichy.
Il étudie pendant 20 ans avec Chouchani avant de le présenter à son "voisin" et ami Emmanuel Levinas,
,.
Henri Nerson et Levinas se rencontrent pour la première fois en 1937, mais après la Guerre, voisins, rue d'Auteuil, dans le 16e arrondissement de Paris ils se voient quotidiennement. Juif orthodoxe, Henri Nerson, prie chaque jour à L'École Normale israélite orientale (ENIO), au 6bis Rue Michel-Ange, dans le 16e arrondissement de Paris, à Auteuil, dirigée par Lévinas, qui habite dans cette institution. De plus, Madame Lévinas perd une fille en 1946, son second enfant, après Simone Lévinas, et avant la naissance de Michaël Levinas. Lévinas omet le sujet, publiquement. Son ami Nerson est gynécologue. Il est possible qu'il ait suivi comme médecin la grossesse de Madame Lévinas. En tout cas, il est au courant.
Emmanuel Lévinas dédie son ouvrage sur le Judaïsme Difficile Liberté, publié en 1963, à Henri Nerson,.
Emmanuel Levinas écrit sur Henri Nerson :
"“Que les plus hautes valeurs de l’Occident doivent être reconnues comme appartenant de droit à la Torah, ce fut là une sagesse que Nerson tenait de son maître, de “M. Chouchani”.
On ne saurait en effet parler de Nerson sans mentionner ce qui fut l’événement dominant et la grande joie de sa vie : sa rencontre et sa longue fréquentation d’un homme qui fut l’un des derniers géants du Talmud, probablement le plus grand depuis très longtemps, mais qui savait aussi enseigner, notamment, la physique nucléaire et trouver ses délices dans la lecture des traités des mathématiques classiques et modernes. Génie étrange et errant ! Dans l’enseignement talmudique que le docteur Nerson, à son tour, donnait autrefois à ses amis parisiens et dont bénéficiaient, jusque pendant sa maladie, ses amis en Israël, la pensée de “M. Chouchani”, dans sa nouveauté audacieuse, était toujours présente. 
Aux yeux de Nerson – et ce fut une confidence – tout l’invraisemblable de la mort se ramassait dans ce qui cependant était inévitable : la possibilité que le cerveau tel que celui de “M. Chouchani” puisse s’arrêter de penser”."

### Famille
Henri Nerson épouse Annette, née Espinas (1906-1970), fille de Jeanne Gide-Espinas, à la fin des années 1930. Annette Nerson est une infirmière assistante sociale. Annette est une languedocienne protestante qui se convertit au judaïsme. Elle est la fille de Pierre Espinas (1875-1973) et de Marie Jeanne Gide (1879-1963)
.
Ils ont une fille, Evelyne, née le 23 mai 1943, à Salagnac, en Dordogne, docteur en philosophie de la Sorbonne, en 1976, qui s'installe en Israël en 1968. Elle enseigne pendant de nombreuses années à l'université Bar-Ilan.
Evelyne publie en 2009, la correspondance entre sa mère et sa grand-mère, Jeanne Gide-Espinas, de 1940 à 1963
Elle témoigne sur les rapports entre son père, Henri Nerson, Chouchani, et Emmanuel Levinas
.

### Israël
Henri Nerson passe les dernières années de sa vie en Israël. Il meurt à Jérusalem en mai 1980, à l'âge de 77 ans.